# کارلو فرگوسی
کارلو فرگوسی (انگلیسی: Carlo Fregosi; ۱۵ اکتبر ۱۸۹۰ – ۱۳ نوامبر ۱۹۶۸) ژیمناست هنری اهل ایتالیا بود.